# Arandilla
Arandilla è un comune spagnolo di 156 abitanti situato nella comunità autonoma di Castiglia e León.
Il comune comprende le località di Arandilla (capoluogo) e Valverde.